# Fónyad Zoltán
Fónyad Zoltán (Budapest, 1932. szeptember 1. – Miskolc, 1978. augusztus 29.) magyar alkalmazott matematikus, gépészmérnök, egyetemi tanár.

## Életpályája
1954-ben diplomázott az Eötvös Loránd Tudományegyetemen. 1954–1961 között a miskolci Nehézipari Műszaki Egyetem matematikai tanszékén tanársegéd, 1961–1976 között adjunktus, 1975-től a számítástechnikai tanszék tanszékvezető helyettese, 1978-ban vezetője volt. 1961-ben a Budapesti Műszaki és Gazdaságtudományi Egyetemen gépészmérnöki oklevelet is szerzett. 1965-ben elvégezte a Marxizmus-Leninizmus Esti Egyetem általános tagozatát. 1972-ben egyetemi doktorátust tett a Nehézipari Műszaki Egyetemen.
Kutatási területe a numerikus módszerek elmélete és alkalmazása volt. A Nehézipari Műszaki Egyetemen ő alakította ki e tárgykör anyagát. A Nehézipari Műszaki Egyetem mindhárom karán tartott előadásokat.

## Művei
- Matematika (I. Huszthy Lászlóval és Törő Bélával, egyetemi jegyzet, Budapest, 1961)
- Lineáris egyenletrendszerek (Hosszú Miklóssal; A Matematika Tanítása, 1970. 2-8. sz.)
- Tevékenységek optimális ütemezése (egyetemi doktori értekezés, Miskolc, 1972)
- Egyismeretlenes egyenletek közelítő megoldása (Miskolc, 1975)
- Függvények közelítése a legkisebb négyzetek elve alapján (Miskolc, 1977)
- Másodrendű lineáris differenciálegyenletek numerikus megoldása (Miskolc, 1977)